# Allotraeus rubriventris
Allotraeus rubriventris är en skalbaggsart som beskrevs av J. Linsley Gressitt 1937. Allotraeus rubriventris ingår i släktet Allotraeus och familjen långhorningar. Inga underarter finns listade i Catalogue of Life.